# Tertie (Zeiteinheit)
Die Tertie ist eine veraltete Zeiteinheit. Eine Tertie ist der sechzigste Teil einer Sekunde (162/3 ms). Der Name kommt aus dem lateinischen pars minuta tertia, zu Deutsch „dritter kleiner Teil (der Stunde)“ und ist Teil der Systematik "1 Stunde = 60 minutae primae, 1 min prim = 60 minutae secundae, 1 min sec = 60 minutae tertiae, 1 min ter = 60 minutae quartae".
- {\textstyle 1{\text{Tertie}}={\frac {1}{60}}{\text{Sekunde}}}

## Einzelnachweis
1. ↑  L. Niesiolowski-Gawin: Zeitmesser für laufende Zeitanzeige. In: H. Geiger, K. Scheel (Hrsg.): Handbuch der Physik. 2 Elementare Einheiten und Ihre Messung. Julius Springer, 1926, S. 212 (google.de).